# Breezeblocks
Breezeblocks is een single van de Britse band alt-J uit 2012. In hetzelfde jaar stond het als vierde track op het album An Awesome Wave.

## Achtergrond
Breezeblocks is geschreven door Joe Newman, Gus Unger-Hamilton, Gwilym Sainsbury en Thom Green en geproduceerd door Charlie Andrew. De titel van het nummer verwijst naar de Engelse vertaling van een betonblok, welke terug te zien is de videoclip van het nummer. Het lied gaat over een persoon die veel van een ander houdt, terwijl de ander juist weg van degene wil gaan. De persoon probeert dan alles, tot geweld aan toe, om de ander bij de persoon te houden. Het lied is deels gebaseerd op het boek Max en de Maximonsters van Maurice Sendak, waar het beest op het eind van de Engelstalige versie van het boek zegt: "Oh, please don’t go! We’ll eat you whole! We love you so!". Deze zin is in het lied gebruikt om het obsessieve van de persoon te benadrukken hoe graag deze de ander bij zich wil houden, tot kannibalisme aan toe. Het nummer is ontstaan doordat Joe Newman een deodorant bus zag waarop de Engelse regel "may contain traces of something that may be flammable" waarvan hij de regel "she may contain the urge to run away" had gemaakt. Op deze regel is het lied verder gebouwd. Het nummer haalde niet veel hitlijsten en waar het dat wel haalde, kwam het niet hoog in de lijst; de 41e plek in Australië en de 75 positie in het Verenigd Koninkrijk.